# Брињон (Гар)
Брињон (фр. Brignon) насеље је и општина у јужној Француској у региону Лангдок-Русијон, у департману Гар која припада префектури Алес.
По подацима из 2011. године у општини је живело 801 становника, а густина насељености је износила 120,09 становника/km². Општина се простире на површини од 6,67 km². Налази се на средњој надморској висини од 78 метара (максималној 141 m, а минималној 72 m).

## Демографија
| 1962. | 1968. | 1975. | 1982. | 1990. | 1999. | 2011. |
| ----- | ----- | ----- | ----- | ----- | ----- | ----- |
| 593   | 600   | 564   | 648   | 616   | 658   | 801   |

График промене броја становника у току последњих година